# المشراق (النادرة)

تعديل مصدري - تعديل

المشراق محلة تابعة لقرية خربه الصياري، التابعة لعزلة حدة بمديرية النادرة إحدى مديريات محافظة إب في الجمهورية اليمنية، بلغ تعداد سكانها 38 حسب تعداد اليمن لعام 2004.